# Sogdiana

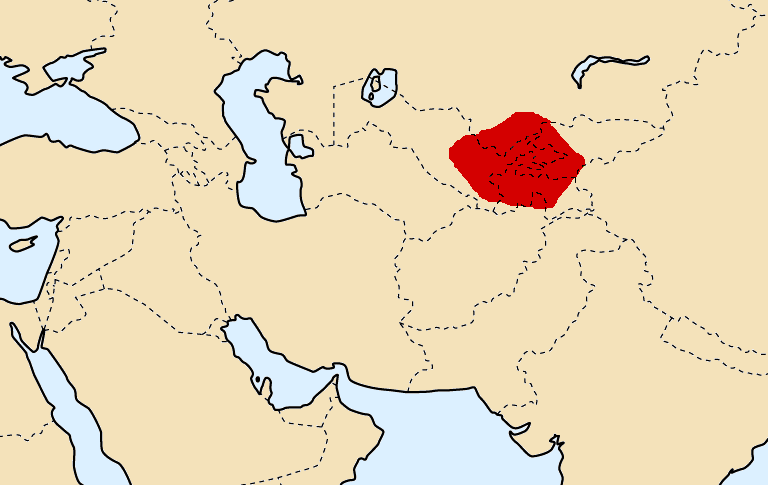
Sogdiana, cap al 300 aC.

La Sogdiana o Sògdia (en grec antic Σογδιανή, en persa antic Suguda) va ser una regió i satrapia de l'Imperi persa aquemènida que va conquerir Cir el Gran. Sogdiana estava limitada pels rius Oxus i Iaxartes al sud-oest i sud-est, formant una V, de la qual la part occidental marcava el límit amb la Margiana i l'oriental amb la Bactriana; cap al nord, hi vivien els escites, i al nord-est vivien els seres.

## Nom
Oswald Szemerényi dedica una discussió exhaustiva a les etimologies de les paraules ètniques antigues per als escites a la seva obra Quatre antics noms ètnics iranians: escita — skudra — sogdià — saka. En ella, els noms proporcionats per l'historiador grec Heròdot i els noms del seu títol, excepte Saques, així com moltes altres paraules per a escita, com ara l'accadi Aškuz i el grec Skuthēs, descendeixen de skeud-, una antiga arrel indoeuropea que significa propulsar, disparar. skud- és el grau zero; és a dir, una variant en què la -e- no és present. El nom escita restaurat és Skuδa (arquer), que entre els escites pòntics o reials es va convertir en Skula, en què la δ ha estat substituïda regularment per una l. Segons Szemerényi, Sogdiana (persa antic: Suguda-; uzbek: Sug'd, Sug'diyona; persa: سغد, romanitzat: Soġd ; tadjik: Suġd; xinès: 粟特, sùtè; grec: Σογδιανή, romanitzat: Sogdianē) va ser anomenat a partir de la forma Skuδa. Partint dels noms de la província que figuren a les inscripcions en persa antic, Sugda i Suguda, i el coneixement derivat del sogdià mitjà que el persa antic -gd- aplicat al sogdià es pronunciava com a fricatives sonores, -γδ-, Szemerényi arriba a Suγδa com a endònim sogdià antic. Aplicant canvis sonors evidents en altres paraules sogdianes i inherents a l'indoeuropeu, traça el desenvolupament de Suγδa a partir de Skuδa, arquer, de la següent manera: Skuδa > Sukuda per epèntesi > Sukuδa > Sukδa (síncope) > Suγδa (assimilació).

## Geografia
Sogdiana es trobava al nord de Bactriana, a l'est de Coràsmia i al sud-est de Kangju, entre l'Oxus (Amudarià) i el Jaxartes (Sirdarià), incloent-hi la fèrtil vall del Zarafxan (anomenat Polytimetus pels antics grecs). El territori sogdià correspon a les regions modernes de Samarcanda i Bukhara a l'Uzbekistan modern, així com a la regió de Sughd a l'actual Tadjikistan. A l’Alta Edat Mitjana, les ciutats sogdianes incloïen jaciments que s'estenien cap a Issik Kul, com el del jaciment arqueològic de Suyab.
Les principals muntanyes n'eren les Oxii (Pamir), les Comedarum (Ak Tagh o muntanyes Blanques) i les muntanyes Sogdianes (Kara Tagh o muntanyes Negres). Els dos grans rius n'eren l'Oxus i el Iaxartes (Amudarià i Sirdarià). Els seus habitants s'anomenaven sogdians, i estaven dividits en diverses branques; al nord, hi vivien els iatis, segons Plini el Vell i Claudi Ptolemeu.
Les ciutats dels país són conegudes pels relats dels historiadors grecs que van narrar les expedicions d'Alexandre el Gran: Cyreschata o Ciròpolis, al Iaxartes, Gazni o Ghaz o Ghazna, Alexandria Ultima, Alexandria de l'Oxus o Alexandria Oxiana, Nautaca, Branchidae, on es creu que es va establir una colònia grega, Antioquia Margiana (Marghinan). Modernament, es considera que la capital del territori era Maracanda. Alexandre va derrotar Bessos de Bactriana, que controlava el que quedava de l'imperi Aquemènida al setge de la Roca Sogdiana, a prop de Samarcanda.
Es parla, de vegades, dins de Sogdiana, del territori dels dribactes com un lloc diferent del país dels dirbes, que vivien a Dírbia. Els dribactes podrien viure al Badakhxan, però la situació d'aquests dribactes no s'ha identificat.
La Sogdiana tenia el rang de satrapia, i era una de les que formaven la gran satrapia de Bactriana. Al seu torn, estava formada per dues satrapies menors: Sogdiana (o Sògdia) i Dírbia o país dels dirbes. La satrapia menor de Sogdiana limitava al sud amb l'Oxus, i a l'oest probablement amb el riu Polytimetus (Zeravshan), que separava el territori del dels nòmades massàgetes; el seu territori, el va travessar el general macedoni Pharnuches, que després es va enfrontar a una força de saces (sacae); al nord-est, tenia els amirgians i una part de la frontera la delimitava el Iaxartes (Sirdarià); a l'est, tocava amb la satrapia dels dirbes o Dírbia.
La Sogdiana, i els seus habitants, els sogdians, tenien un paper important com a intermediaris en l'anomenada Ruta de la seda, ja que viatjaven entre la Xina i l'Imperi Romà d'Orient.

## Història

### Prehistòria
Sogdiana posseïa una cultura urbana de l'edat del bronze: les ciutats originals de l'edat del bronze apareixen al registre arqueològic començant amb l'assentament de Sarazm, Tadjikistan, que abasta des del IV mil·lenni aC, i després a Kök Tepe, prop de l'actual Bulungur, Uzbekistan, des d'almenys el segle xv aC.

### Període jove avestà (c. 900-500 aC)
A l’Avesta, és a dir, al Mihr Yasht i al Vendidad, el topònim de Gavà (gava-, gāum) s'esmenta com la terra dels sogdians. Per tant, s'interpreta que Gavà es refereix a Sogdiana durant l’època de l'Avestà. Tot i que no hi ha un consens universal sobre la cronologia de l'Avestà, la majoria dels estudiosos actuals defensen una cronologia primerenca, que situaria la composició de textos del jove avèstic com el Mihr Yasht i el Vendiad a la primera meitat del primer mil·lenni aC. El fet que els textos més antics de l'avèstic jove aparentment no continguin cap referència a l'Iran occidental, inclosa la Mèdia, sembla indicar que van ser compostos a l'Iran oriental abans que la dominació meda arribés a la zona.

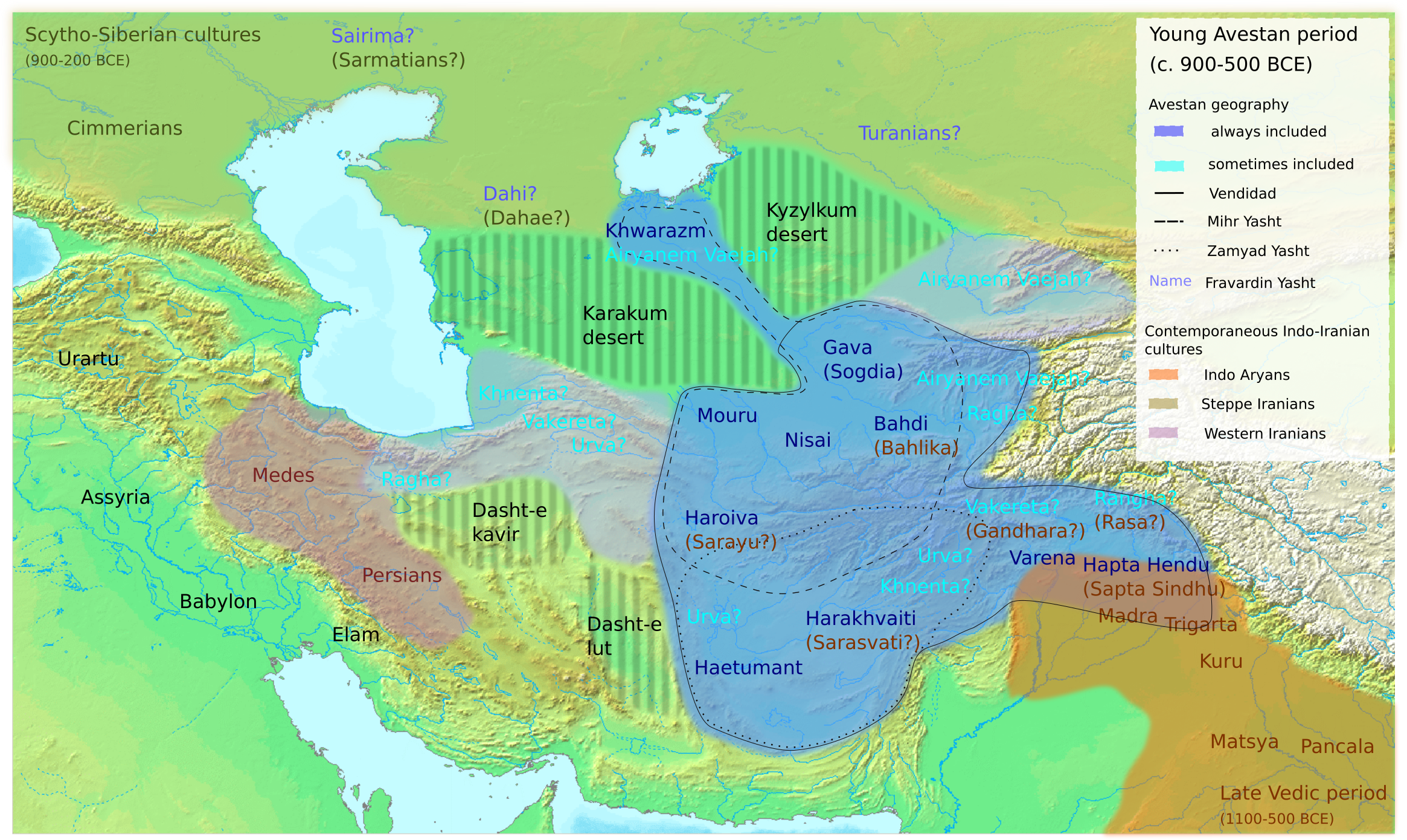
Visió general de l'horitzó geogràfic del període del jove avèstic. Les fonts de les diferents localitzacions es donen a la descripció del fitxer.

La primera menció de Gavà es troba al Mihr Yasht, és a dir, l'himne dedicat a la deïtat zoroastriana Mitra. Al vers 10.14 es descriu com Mithra arriba al Mont Hara i mira la totalitat de l'Airyoshayan (airiio.shaiianem, 'terres de l’Arya'),
| «                                                  | on els rius navegables flueixen amb un ample onatge cap a Parutian Ishkata, Herat Margu, Gavà Sogdiana (gaom-ca suγδəm) i Chorasmia. | » |
| — Mihr Yasht 10.14 (traduït per Ilya Gershovitch). | |   |

La segona menció es troba al primer capítol de la Vendidad, que consisteix en una llista de les setze bones regions creades per Ahura Mazda per als iranians. Gava és la segona regió esmentada a la llista, directament darrere d’Airyanem Vaejah, la pàtria de Zoroastre i els iranians, segons la tradició zoroastriana:
| «                                               | La segona de les bones terres i països que jo, Ahura Mazda, vaig crear, va ser la Gava dels sogdians (gāum yim suγδō.shaiianəm). Aleshores va arribar Angra Mainyu, que és tota mort, i va contracrear la llagosta, que porta la mort al bestiar i a les plantes. | » |
| — Vendidad 1.4 (traduït per James Darmesteter). | |   |

Tot i que s'accepta àmpliament que Gavà es referia a la regió habitada pels sogdians durant el període avestà, el seu significat no està clar. Per exemple, Vogelsang el connecta amb Gabae, una fortalesa sogdiana a la Sogdiana occidental i especula que durant l'època de l'Avesta, el centre de Sogdiana podria haver estat més a prop de Bukharà en lloc de Samarcanda.

### Període aquemènida (546-327 aC)

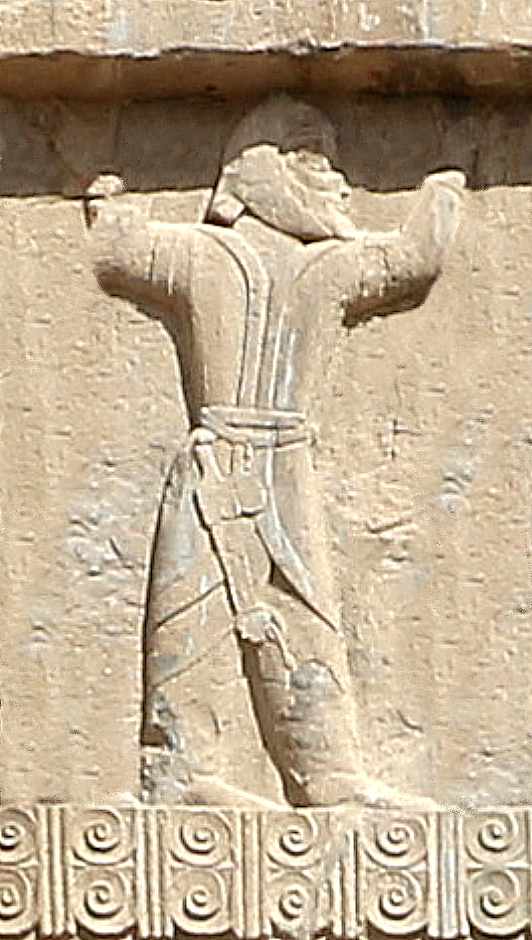
Soldat sogdià circa 338 aC, tomba d’Artaxerxes III.

El governant aquemènida Cir el Gran va conquerir Sogdiana mentre feia campanya a l'Àsia Central entre el 546 i el 539 aC, un fet esmentat per l'historiador grec antic Heròdot a les seves Històries. Darios el Gran va introduir el sistema d'escriptura arameu i la moneda a l'Àsia Central, a més d'incorporar els sogdians al seu exèrcit permanent com a soldats regulars i genets. Sogdiana també apareixia a la inscripció de Behistun de Darius. Un contingent de soldats sogdians va lluitar a l'exèrcit principal de Xerxes I durant la seva segona invasió de Grècia, finalment fallida, el 480 aC. Una inscripció persa de Susa afirma que el palau estava adornat amb lapislàtzuli i cornalina originaris de Sogdiana.
Durant aquest període de domini persa, la meitat occidental d’Àsia Menor formava part de la civilització grega. A mesura que els aquemènides la conquerien, es van trobar amb una resistència i revoltes persistents. Una de les seves solucions va ser netejar ètnicament les regions rebels, traslladant els que van sobreviure a l'altre extrem de l'imperi. Així, Sogdiana va arribar a tenir una població grega significativa.

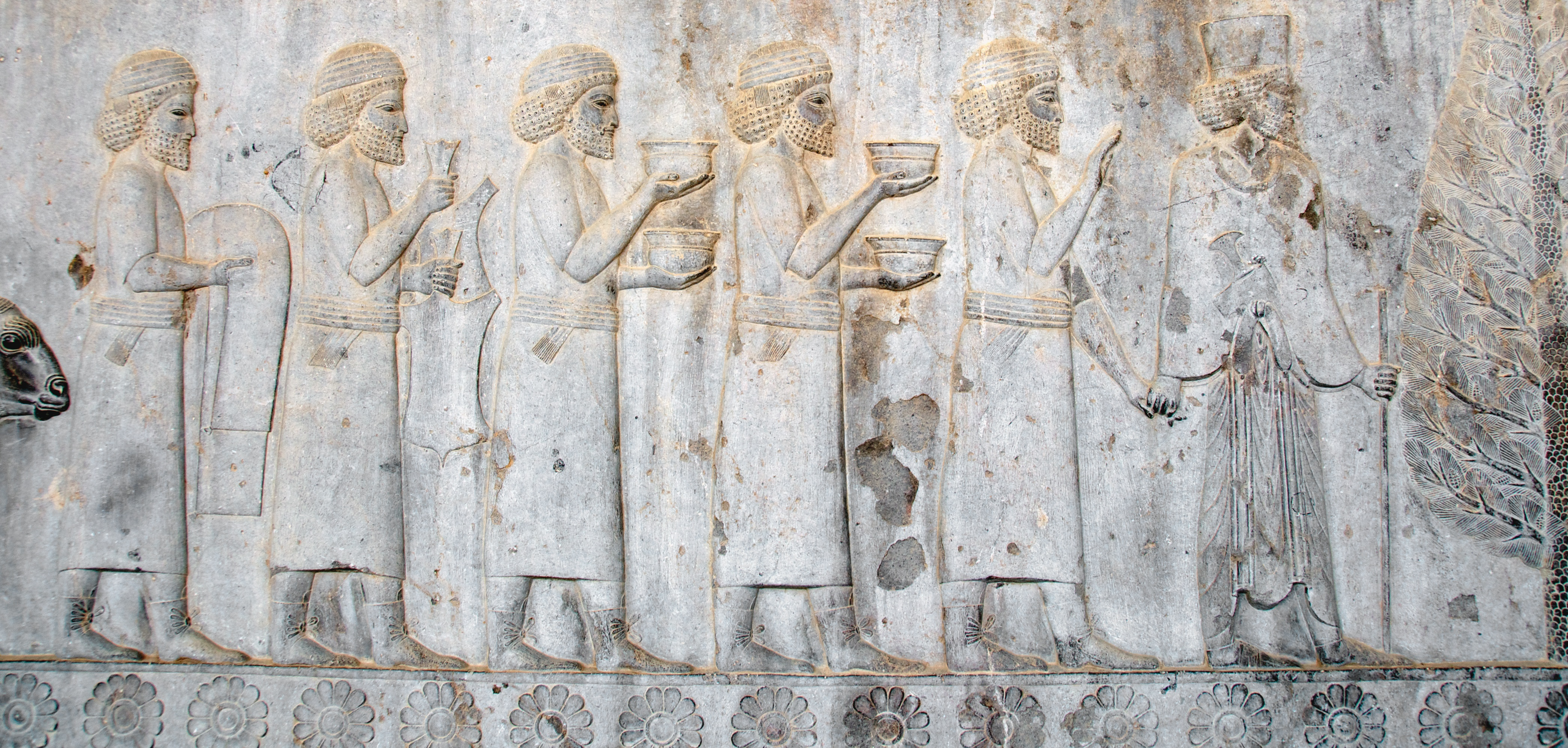
Sogdians en un relleu persa aquemènida de l’Apadana de Persèpolis, oferint regals tributaris al rei persa Darios el Gran, segle V aC

Donat l'absència de sàtrapes amb nom (és a dir, governadors provincials aquemènides) per a Sogdiana en els registres històrics, els estudis moderns han conclòs que Sogdiana es governava des de la satrapia de la propera Bactriana. Els sàtrapes sovint eren parents dels reis perses governants, especialment fills que no eren designats com a hereus aparents. Sogdiana probablement va romandre sota control persa fins aproximadament l'any 400 aC, durant el regnat d’Artaxerxes II. Els estats rebels de l'Imperi Persa van aprofitar la feblesa d'Artaxerxes II, i alguns, com Egipte, van poder recuperar la seva independència. La pèrdua massiva de territori de l'Àsia Central per part de Pèrsia s'atribueix àmpliament a la manca de control del governant. Tanmateix, a diferència d'Egipte, que va ser ràpidament recuperat per l'Imperi Persa, Sogdiana va romandre independent fins que va ser conquerida per Alexandre el Gran. Quan aquest últim va envair l'Imperi Persa, Farasmanes, un rei ja independent de Coràsmia, es va aliar amb els macedonis i va enviar tropes a Alexandre el 329 aC per a la seva guerra contra els escites de la regió del Mar Negre (tot i que aquesta campanya prevista mai es va materialitzar).
Durant el període aquemènida (550-330 aC), els sogdians vivien com un poble nòmada de manera molt semblant als veïns yuezhi, que parlaven bactrià, una llengua indoiraniana estretament relacionada amb el sogdià, i ja es dedicaven al comerç terrestre. Alguns d'ells també s'havien establert gradualment a la terra per dedicar-se a l'agricultura. De manera similar a com els yuezhi oferien regals tributaris de jade als emperadors de la Xina, els sogdians apareixen als registres perses com a presentadors de preciosos regals de lapislàtzuli i cornalina a Darios I, el rei persa dels reis. Tot i que els sogdians de vegades eren independents i vivien fora dels límits de grans imperis, mai van formar un gran Imperi propi com els yuezhi, que van establir l’Imperi Kuixan (30-375 dC) de l'Àsia Central i Meridional.

### Període hel·lenístic (327-145 aC)

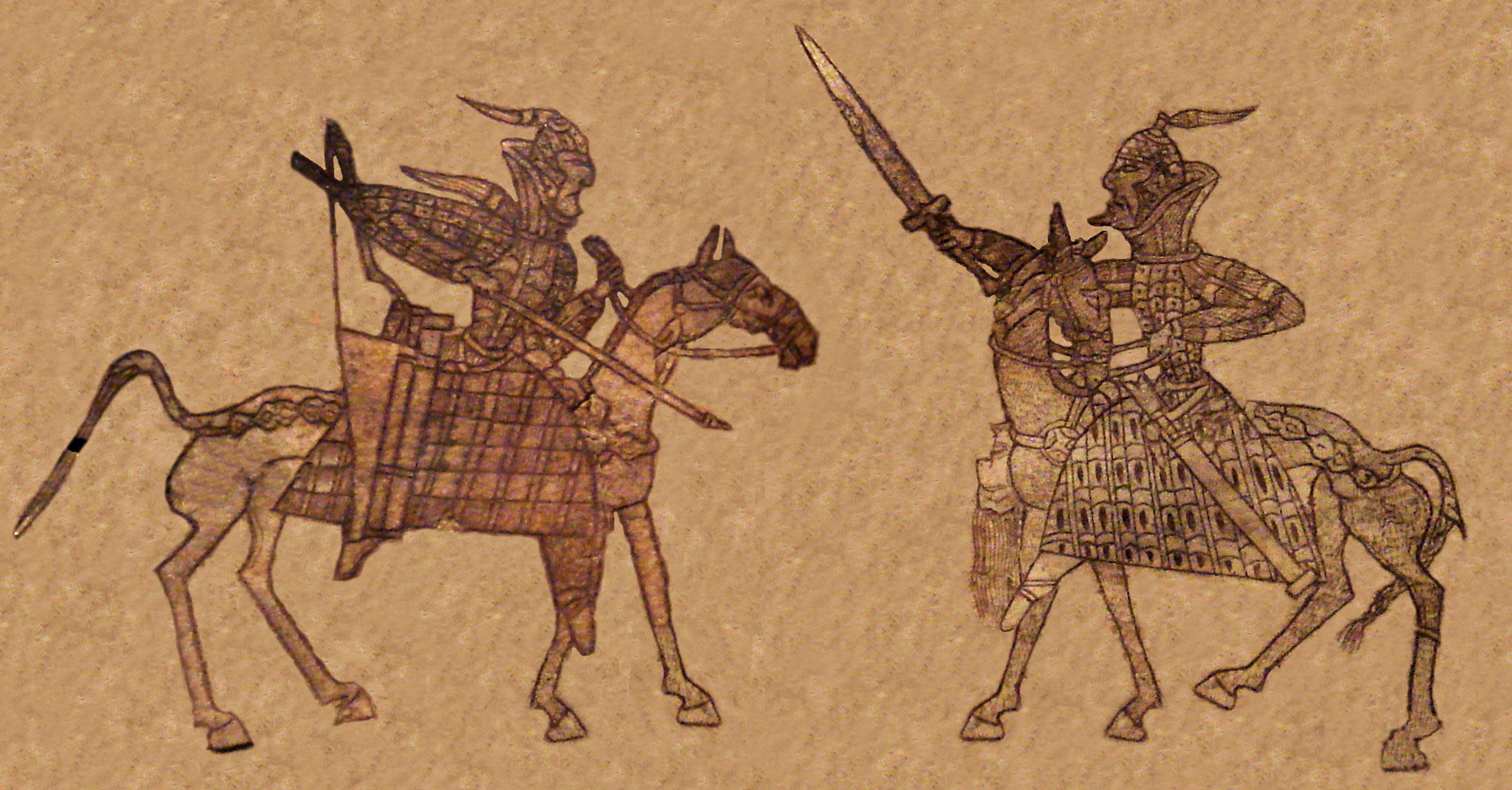
Escenes de batalla entre guerrers Saka "Kangju", de les plaques d'Orlat. Segle I dC.
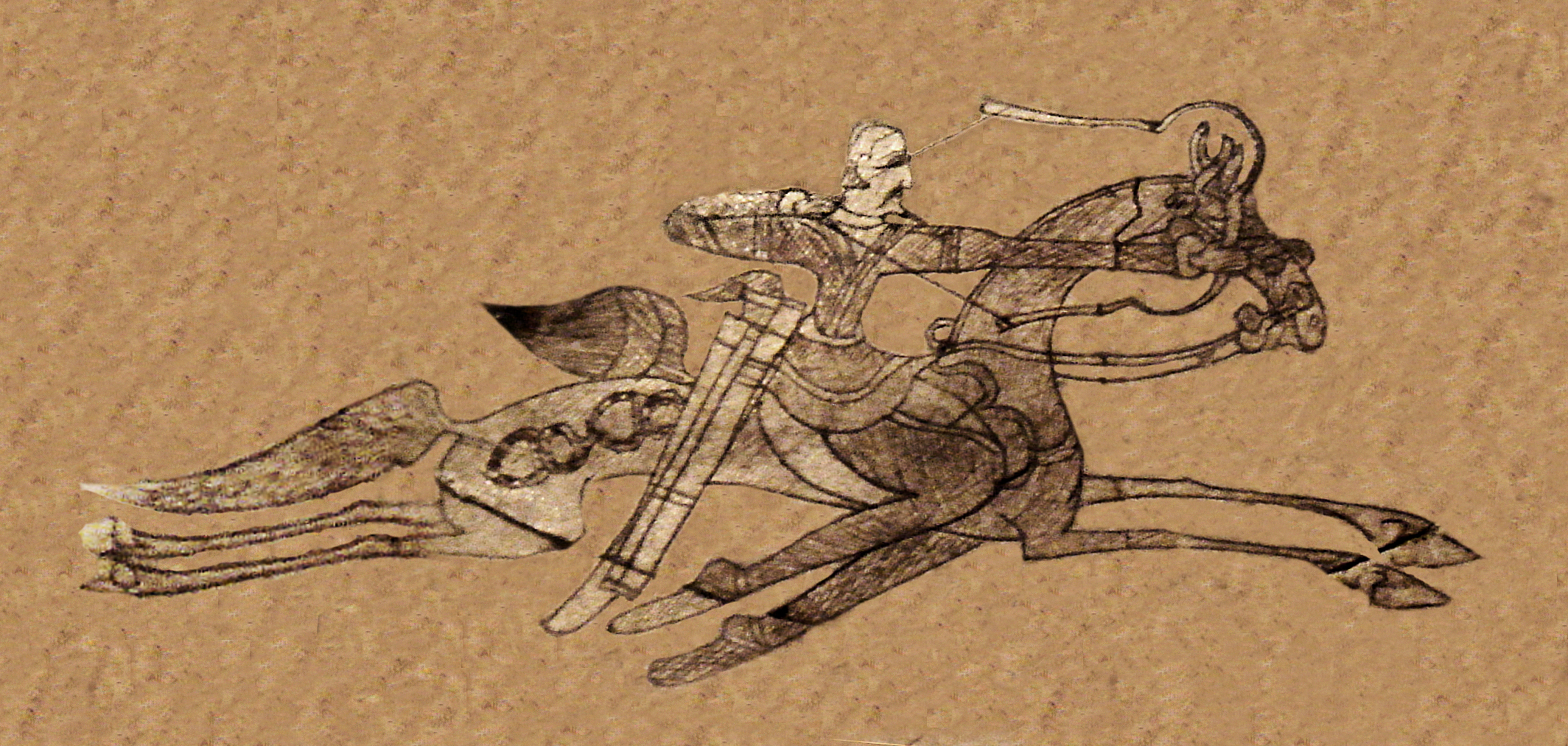
Caçador de plaques Orlat.
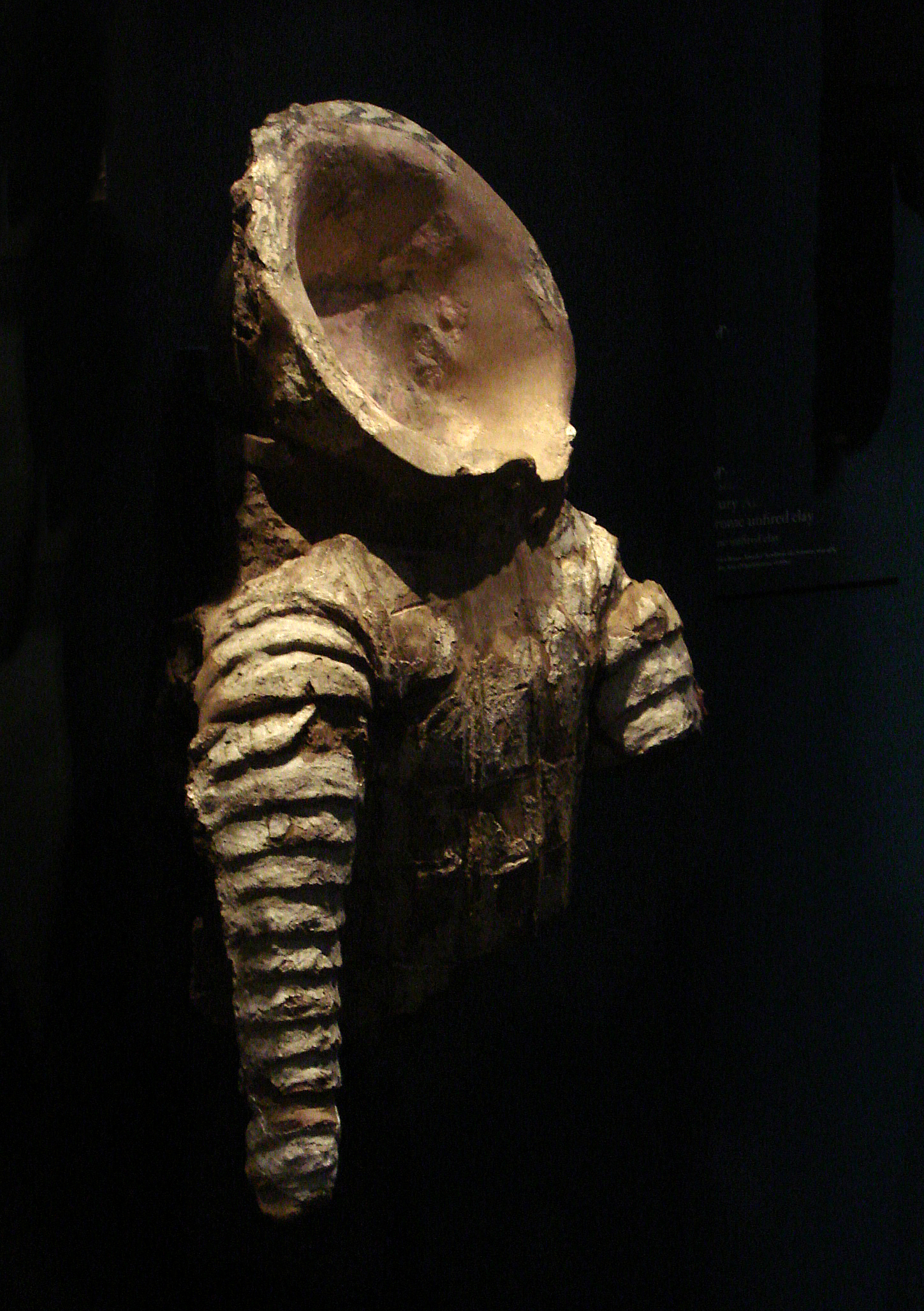
Model d'una armadura de catafracta Saka amb protector de coll, de Khalchayan. Segle I aC. Museu d'Arts de l'Uzbekistan, núm. 40.

Una Sogdiana, ara independent i guerrera, formava una regió fronterera que aïllava els perses aquemènides dels escites nòmades del nord i l'est. Inicialment estava dirigida per Bessos, el sàtrapa aquemènida de Bactriana. Després d'assassinar Darius III en la seva fugida de l'exèrcit grec macedoni, es va convertir en reclamant al tron aquemènida. La Roca Sogdiana o Roca d'Ariamazes, una fortalesa a Sogdiana, va ser capturada el 327 aC per les forces d’Alexandre el Gran, el basileu de la Grècia macedònica i conqueridor de l'Imperi Aquemènida persa. Oxiartes, un noble sogdi de Bactriana, havia esperat mantenir la seva filla Roxana segura a la fortalesa de la Roca Sogdiana, però després de la seva caiguda, Roxana aviat es va casar amb Alexandre com una de les seves diverses esposes. Roxana, una sogdiana el nom de la qual Roshanak significa petita estrella, va ser la mare d’Alexandre IV de Macedònia, que va heretar el tron del seu difunt pare el 323 aC (tot i que l'Imperi aviat es va dividir a les Guerres dels Diàdocs).
Després d'una llarga campanya reprimint la resistència sogdiana i fundant llocs avançats militars dirigits pels seus veterans macedonis, Alexandre va unir Sogdiana amb Bactriana en una satrapia. El noble i senyor de la guerra sogdià Espitàmenes (370-328 aC), aliat amb tribus escites, va liderar un aixecament contra les forces d'Alexandre. Aquesta revolta va ser reprimida per Alexandre i els seus generals Amintes, Cràter i Cenos, amb l'ajuda de tropes natives bactrianes i sogdianes. Amb els rebels escites i sogdians derrotats, Espitàmenes va ser presumptament traït per la seva pròpia esposa i decapitat. D'acord amb el seu propi matrimoni amb Roxana, Alexandre va animar els seus homes a casar-se amb dones sogdianes per tal de dissuadir més revoltes. Això incloïa Apama, filla del rebel Espitàmenes, que es va casar amb Seleuc I Nicàtor i li va donar un fill i futur hereu al tron selèucida. Segons l'historiador romà Apià, Seleuc I va anomenar tres noves ciutats hel·lenístiques a Àsia en honor seu (vegeu Apamea).
El poder militar dels sogdians mai es va recuperar. Posteriorment, Sogdiana va formar part del Regne Grecobactrià Hel·lenístic, un estat separatista de l'Imperi Selèucida fundat el 248 aC per Diòdot I, durant aproximadament un segle. Eutidem I, un antic sàtrapa de Sogdiana, sembla que va ocupar el territori sogdià com a rival al tron grecobactrià; les seves monedes van ser copiades posteriorment localment i portaven inscripcions aramèiques. El rei grecobactrià Eucràtides I podria haver recuperat temporalment la sobirania de Sogdiana.

### Períodes Saka i Kushan (146 aC-260 dC)

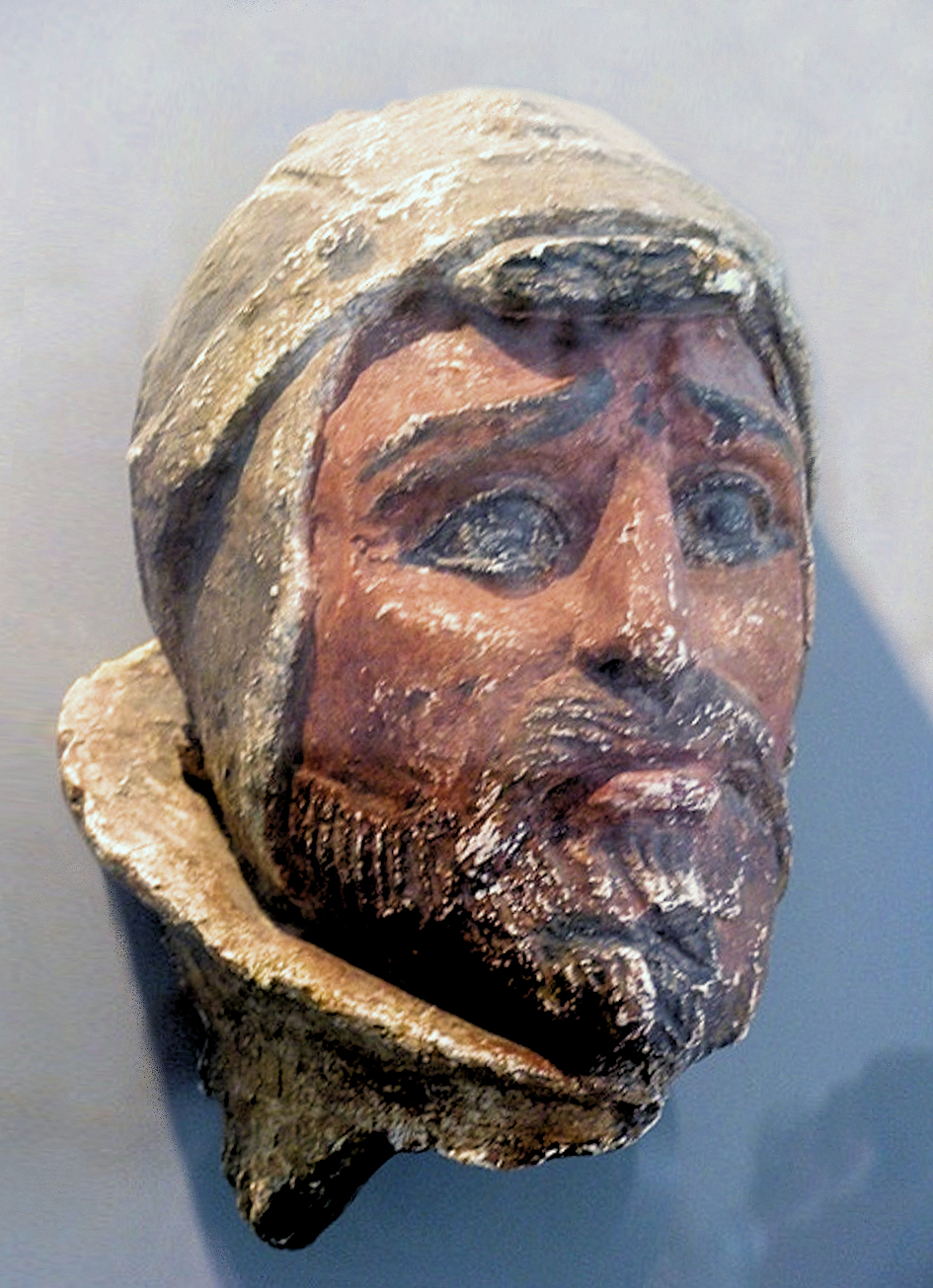
Cap d'un guerrer Saques, com a enemic derrotat dels Yuezhi, de Khalchayan, al nord de Bactriana, segle I aC.

Finalment, Sogdiana va ser ocupada per nòmades quan els Saques van envair el regne grecobactrià al voltant del 145 aC, seguits aviat pels yuezhi, els predecessors nòmades dels kuixans. Des de llavors fins al 40 aC aproximadament, els yuezhi van encunyar tèbiament monedes imitant i encara portant les imatges dels reis grecobactrià Eucràtides I i Heliocles I.

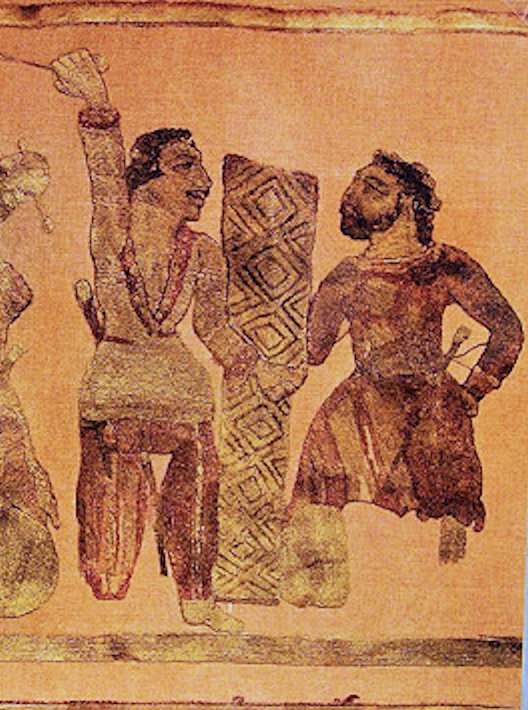
Un yuezhi (esquerra) lluitant contra un sogdià darrere d'un escut (dreta), catifa Noin-Ula, segle I aC/dC.

Els transoxiana van rebre la visita d'una missió xinesa, dirigida per Zhang Qian l'any 126 aC, que buscava una aliança ofensiva amb els yuezhi contra els xiongnu. Zhang Qian, que va passar un any a Transoxiana i Bactriana, va escriure un relat detallat al Shiji, que ofereix una visió considerable de la situació a l'Àsia Central en aquell moment. La sol·licitud d'aliança va ser denegada pel fill del rei yuezhi assassinat, que va preferir mantenir la pau a Transoxiana en lloc de buscar venjança.
Zhang Qian també va informar:
| « | Els Grans Yuezhi viuen a 2.000 o 3.000 li [832-1.247 quilòmetres] a l'oest de Dayuan, al nord del riu Gui (Oxus). Limiten al sud amb Daxia (Bactria), a l'oest amb Anxi (Pàrtia), i al nord amb Kangju [més enllà del Jaxartes/Sirdària mitjà]. Són una nació de nòmades, que es mouen d'un lloc a un altre amb els seus ramats, i els seus costums són com els dels Xiongnu. Tenen uns 100.000 o 200.000 guerrers arquers. | » |

A partir del segle I dC, els yuezhi es van transformar en el poderós Imperi Kuixan, que cobria una àrea des de Sogdiana fins a l'est de l'Índia. L'Imperi Kuixan es va convertir en el centre del rendible comerç de l'Àsia Central. Van començar a encunyar monedes úniques amb les cares dels seus propis governants. Es relaciona amb la seva col·laboració militar amb els xinesos contra la incursió nòmada, sobretot quan es van aliar amb el general de la dinastia Han Ban Chao contra els sogdians l'any 84, quan aquests últims intentaven donar suport a una revolta del rei de Kaixgar.

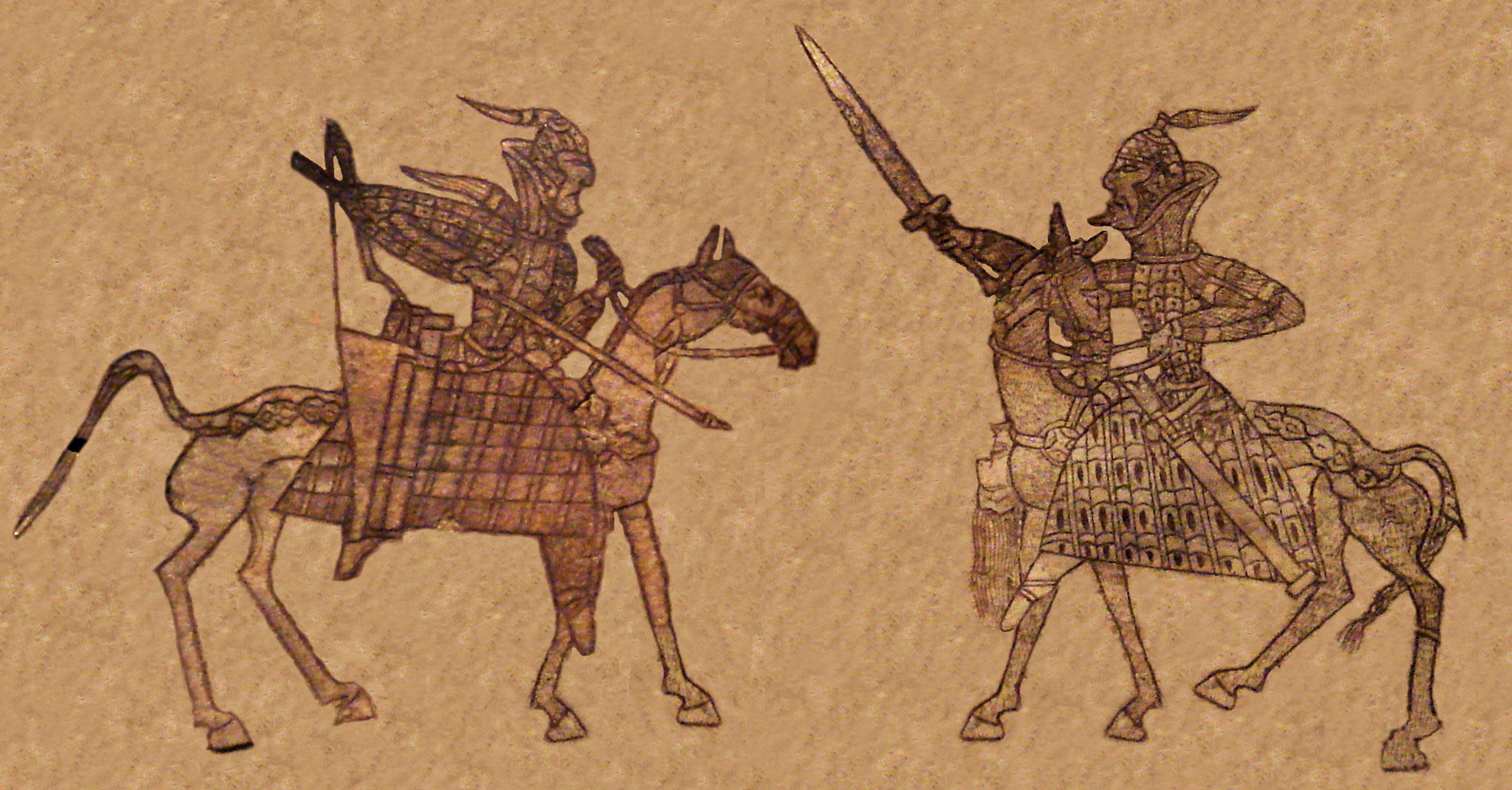
Escenes de batalla entre guerrers Saka "Kangju", de les plaques d'Orlat. Segle I dC.
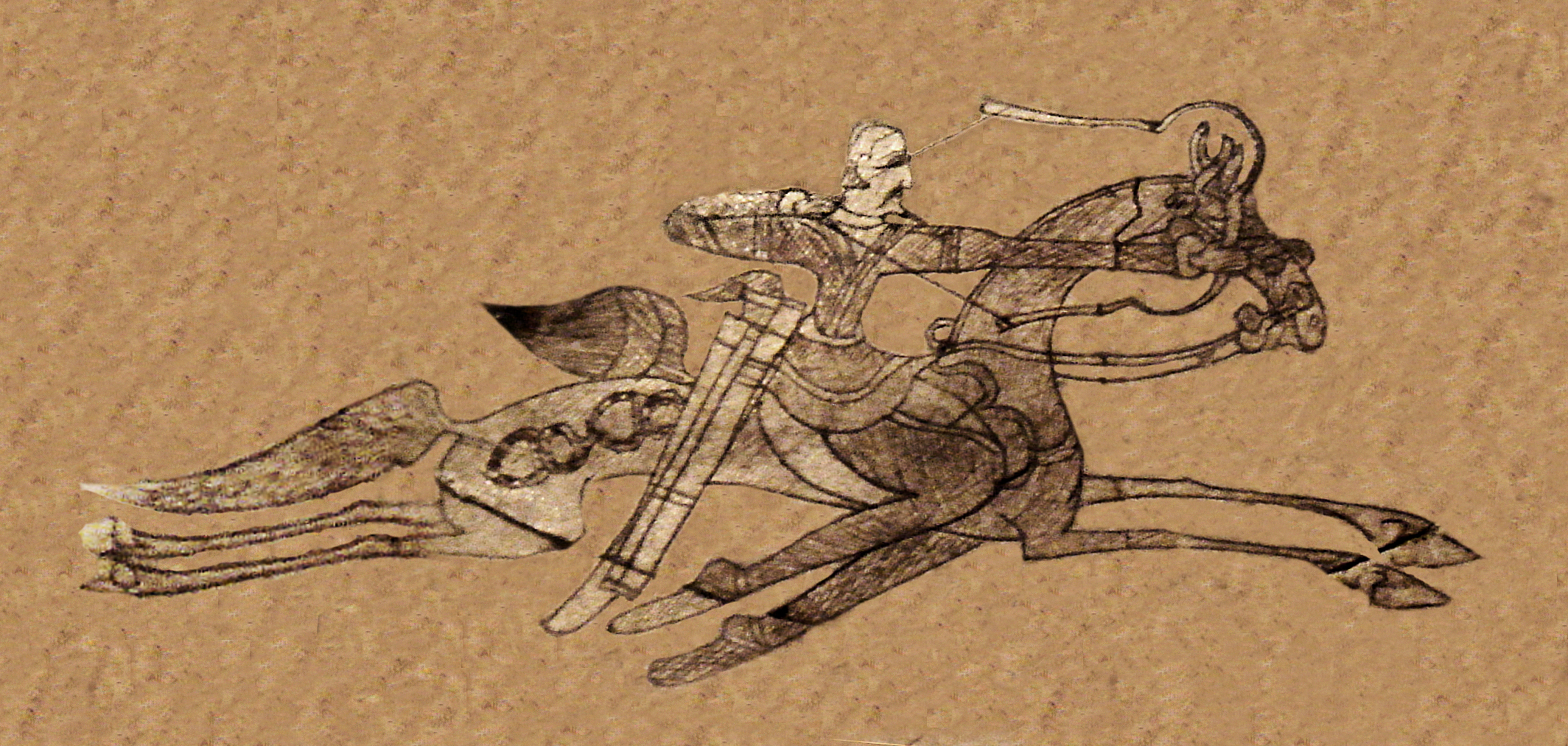
Caçador de plaques Orlat.
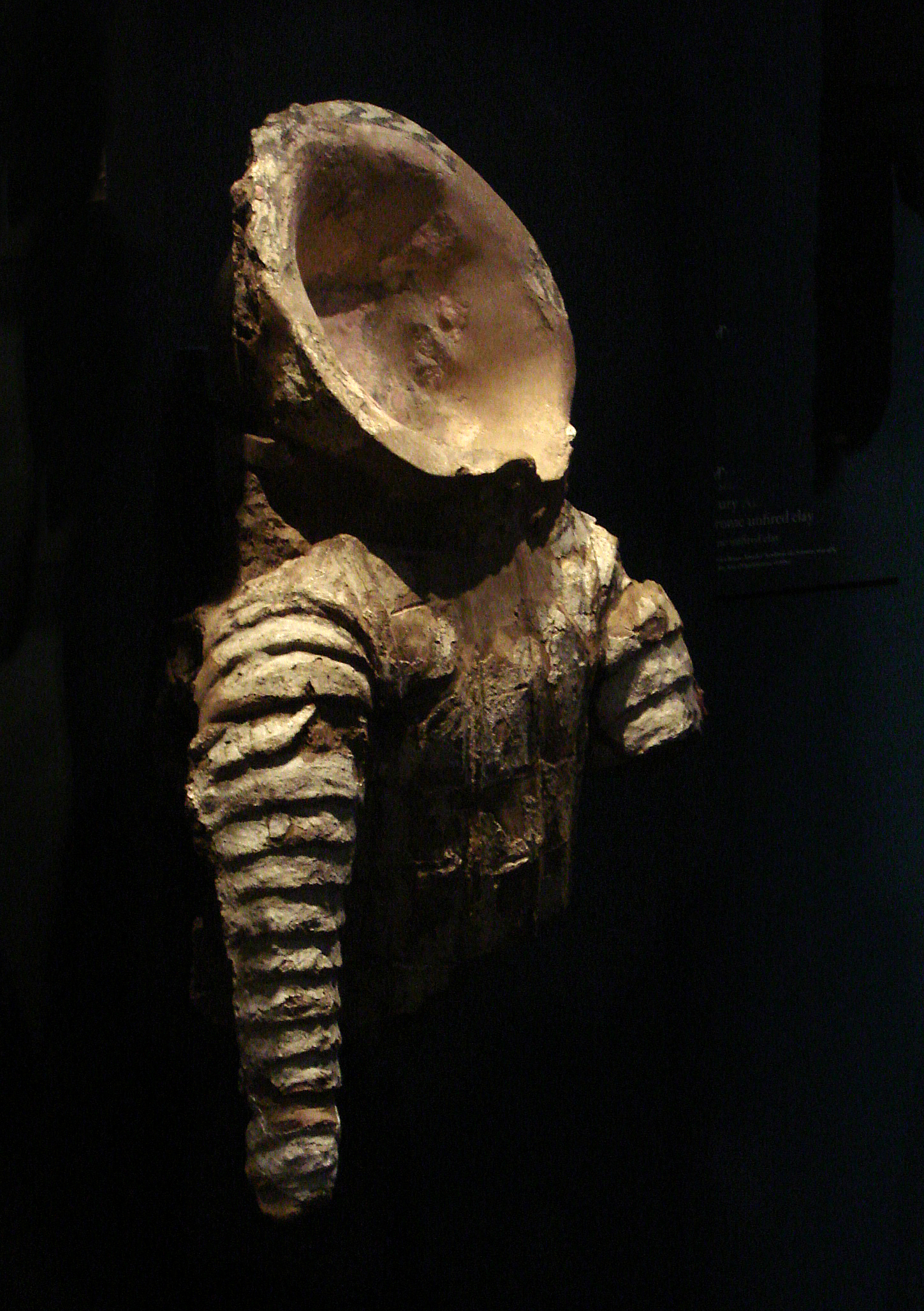
Model d'una armadura de catafracta Saques amb protector de coll, de Khalchayan. Segle I aC. Museu d'Arts de l'Uzbekistan, núm. 40.

### Satrapia sassànida (260-479 dC)
El coneixement històric sobre Sogdiana és una mica borrós durant el període de l’Imperi Part (247 aC - 224 dC) a Pèrsia. El posterior Imperi Sassànida de Pèrsia va conquerir i incorporar Sogdiana com a satrapia l'any 260, una inscripció que data del regnat de Sapor I afirma Sogdiana, fins a les muntanyes de Taixkent com el seu territori, i assenyala que els seus límits formaven les terres frontereres sassànides del nord-est amb l’Imperi Kuixan. Tanmateix, al segle V la regió va ser capturada pel rival Imperi Heftalita.

### Conquesta heftalita de Sogdiana (479-557 dC)

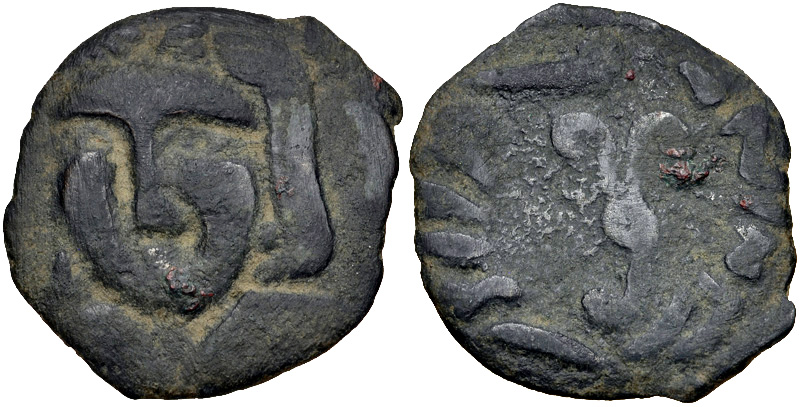
Moneda local de Samarcanda, Sogdians, amb la tamgha heftalita al revers.

Els heftalites van conquerir el territori de Sogdiana i el van incorporar al seu Imperi al voltant del 479 dC, ja que aquesta és la data de la darrera ambaixada independent coneguda dels sogdians a la Xina. 
Els heftalites poden haver construït importants ciutats hipodames fortificades (murs rectangulars amb una xarxa ortogonal de carrers) a Sogdiana, com ara Bukharà i Panjakent, com també ho havien fet a Herat, continuant els esforços de construcció de ciutats dels kidarites. Els heftalites probablement governaven una confederació de governants o governants locals, units per acords d'aliança. Un d'aquests vassalls pot haver estat Asbar, governant de Vardanzi, que també va encunyar les seves pròpies monedes durant el període.

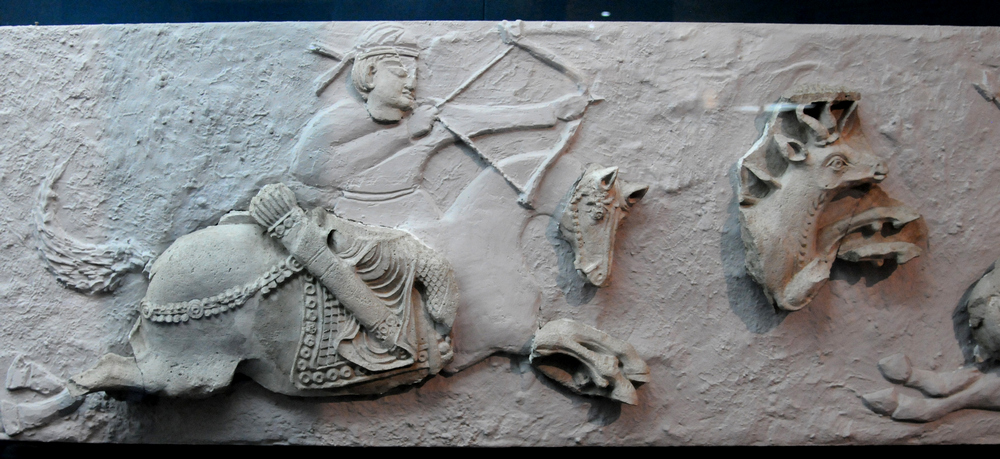
Relleu d'un caçador, Varahsha, Sogdians, segles V-VII dC.

La riquesa dels rescats i tributs sassànides als heftalites podria haver estat reinvertida a Sogdians, cosa que possiblement explica la prosperitat de la regió a partir d'aquella època. Sogdiana, al centre d'una nova Ruta de la Seda entre la Xina i l'Imperi Sassànida i l’Imperi Romà d'Orient, es va tornar extremadament pròspera sota les seves elits nòmades. Els heftalites van assumir el paper d'intermediaris importants a la Ruta de la Seda, després del seu gran predecessor els kuixans, i van contractar sogdians locals per dur a terme el comerç de seda i altres productes de luxe entre l'Imperi Xinès i l'Imperi Sassànida.
A causa de l'ocupació heftalita de Sogdiana, l'encunyació original de Sogdiana va ser inundada per l'afluència de monedes sassànides rebudes com a tribut als heftalites. Aquestes monedes es van estendre al llarg de la Ruta de la seda. El símbol dels heftalites apareix a les monedes residuals de Samarcanda, probablement com a conseqüència del control heftalita de Sogdiana, i esdevé prominent en l'encunyació sogdiana des del 500 fins al 700 dC, incloses les encunyacions dels seus successors indígenes, els ikhxides (642-755 dC), que acaben amb la conquesta musulmana de Transoxiana.

### Kaganats túrquics (557-742 dC)

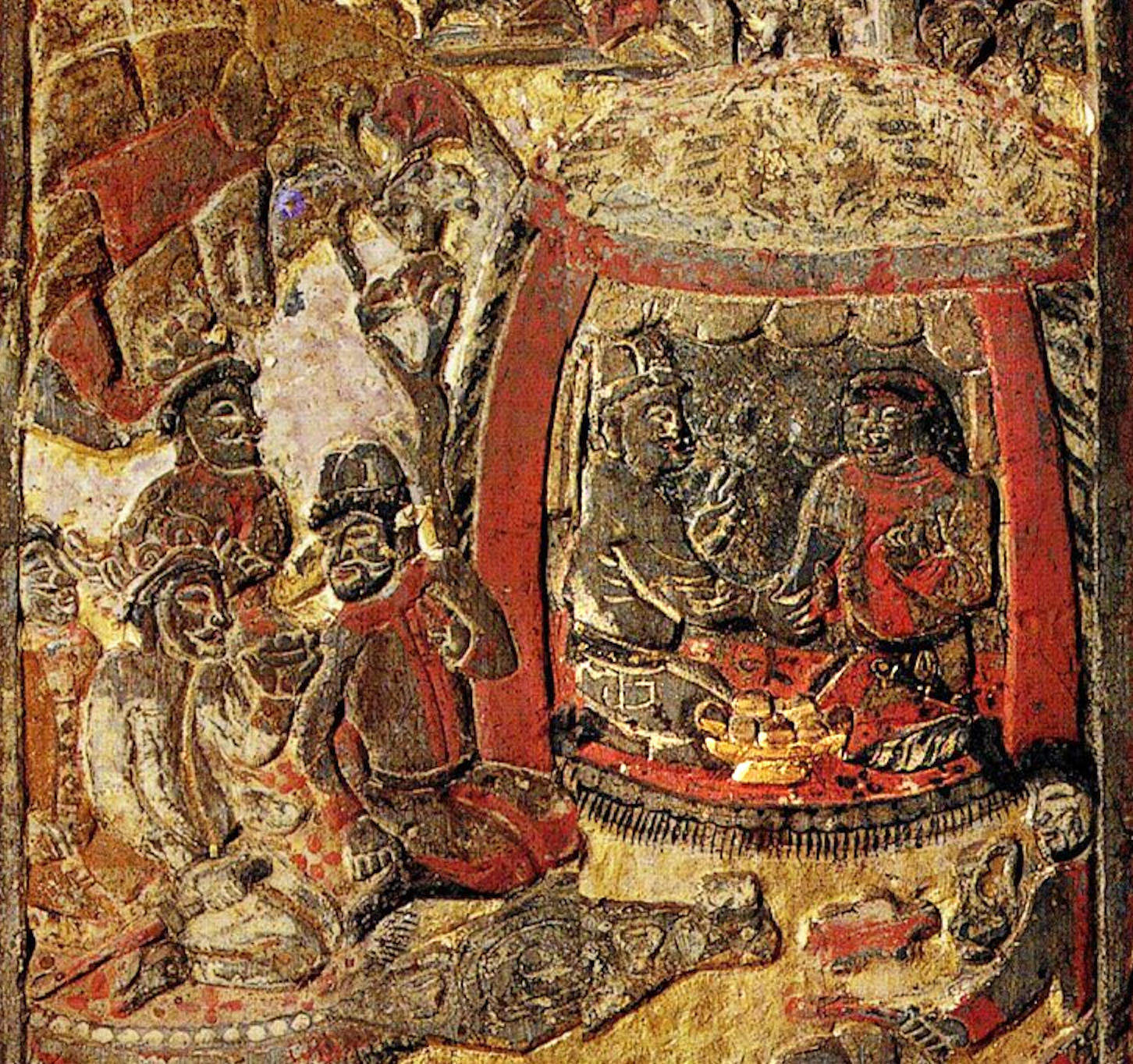
El mercader sogdià An Jia amb un cap turc a la seva iurta. 579 dC.

Els turcs del Primer Kaganat Turc i els sassànides sota Cosroes I es van aliar contra els heftalites i els van derrotar després d'una batalla de vuit dies prop de Qarshi, la batalla de Bukhara, potser el 557. Els turcs van conservar la zona al nord de l'Oxus, incloent-hi tota Sogdiana, mentre que els sassànides van obtenir les zones al sud. Els turcs es van fragmentar el 581, i el Kaganat Turc Occidental va prendre el control de Sogdiana.
Les restes arqueològiques suggereixen que els turcs probablement es van convertir en els principals socis comercials dels sogdians, com es desprèn de la tomba del comerciant sogdià An Jia. Els turcs també apareixen en gran nombre als murals afrasiab de Samarcanda, on probablement es mostren assistint a la recepció del governant sogdià local Varkhuman al segle VII dC. Aquestes pintures suggereixen que Sogdiana era un entorn molt cosmopolita en aquella època, ja que també es mostren delegats de diverses nacions, inclosos delegats xinesos i coreans. Des de cap al 650, la Xina va liderar la conquesta dels turcs occidentals, i els governants sogdians com Varkhuman, així com els turcs occidentals, es van convertir en vassalls nominals de la Xina, com a part del protectorat Anxi de la dinastia Tang, fins a la conquesta musulmana de Transoxiana.

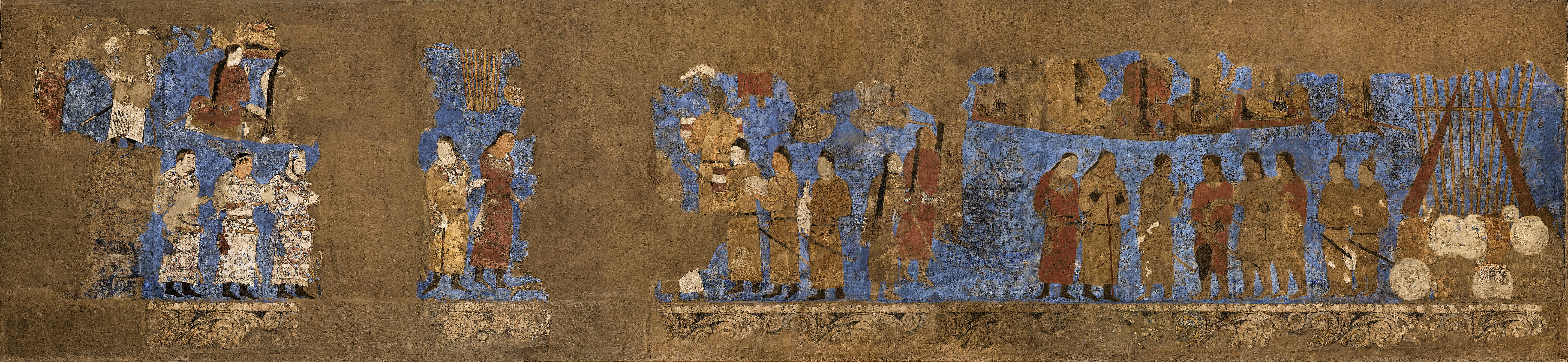
Ambaixadors de diversos països (Xina, Corea, principats iranians i heftalites...), retent homenatge al rei Varkhuman i possiblement al gran kan Shekui del turc occidental, sota la presència massiva d'oficials i cortesans turcs. Murals afrasiab, Samarcanda, 648–651 dC.

### Conquesta àrab musulmana (segle VIII dC)

#### Omeia (−750)
Qutayba ibn Múslim (669–716), governador del Gran Khorasan sota el Califat Omeia (661–750), va iniciar la conquesta musulmana de Sogdiana a principis del segle VIII, amb el governant local de Balkh oferint-li ajuda com a aliat omeia. Tanmateix, quan el seu successor al-Jarrah ibn Abdallah va governar Khorasan (717–719), molts sogdians nadius, que s'havien convertit a l'islam, van començar a revoltar-se quan ja no estaven exempts de pagar l'impost sobre els no musulmans, la jizya, a causa d'una nova llei que establia que la prova de circumcisió i alfabetització a l’Alcorà era necessària per als nous conversos. Amb l'ajuda del turgesh turc, els sogdians van poder expulsar la guarnició àrab omeia de Samarcanda, i els intents omeia de restaurar-hi el poder van ser rebutjats fins a l'arribada de Saïd ibn Amr al-Haraixí (fl. 720–735). El governant sogdià (és a dir, Ikhxid) de Samarcanda, Gurak, que havia enderrocat prèviament el governant sogdià proomeia Tarkhun el 710, va decidir que la resistència contra la gran força àrab d'al-Harashi no tenia sentit, i posteriorment va persuadir els seus seguidors perquè declaressin lleialtat al governador omeia. Divashtich (r. 706–722), el governant sogdià de Panjakent, va dirigir les seves forces a la serralada de Zarafshan (prop de l'actual Zarafshan, Tadjikistan), mentre que els sogdians que seguien Karzanj, el governant de Pai (l'actual Kattakurgan, Uzbekistan), van fugir al Principat de Farghana, on el seu governant at-Tar (o Alutar) els va prometre seguretat i refugi dels omeies. Tanmateix, at-Tar va informar en secret a al-Harashi que els sogdians s'amagaven a Khujand, que després van ser massacrats per les forces d'al-Harashi després de la seva arribada.
A partir del 722, després de la invasió musulmana, nous grups de sogdians, molts d'ells cristians nestorians, van emigrar cap a l'est, on els turcs havien estat més acollidors i tolerants amb la seva religió des de l'època de les persecucions religioses sassànides. Van crear colònies en particular a la zona de Jetissú, on van continuar prosperant fins al segle x amb l'auge dels Karlucs i el qarakhànida. Aquests sogdians són coneguts per produir bells plats de plata amb iconografia cristiana oriental, com ara el plat d'Anikova.

#### Califat abbàsida (750–819)

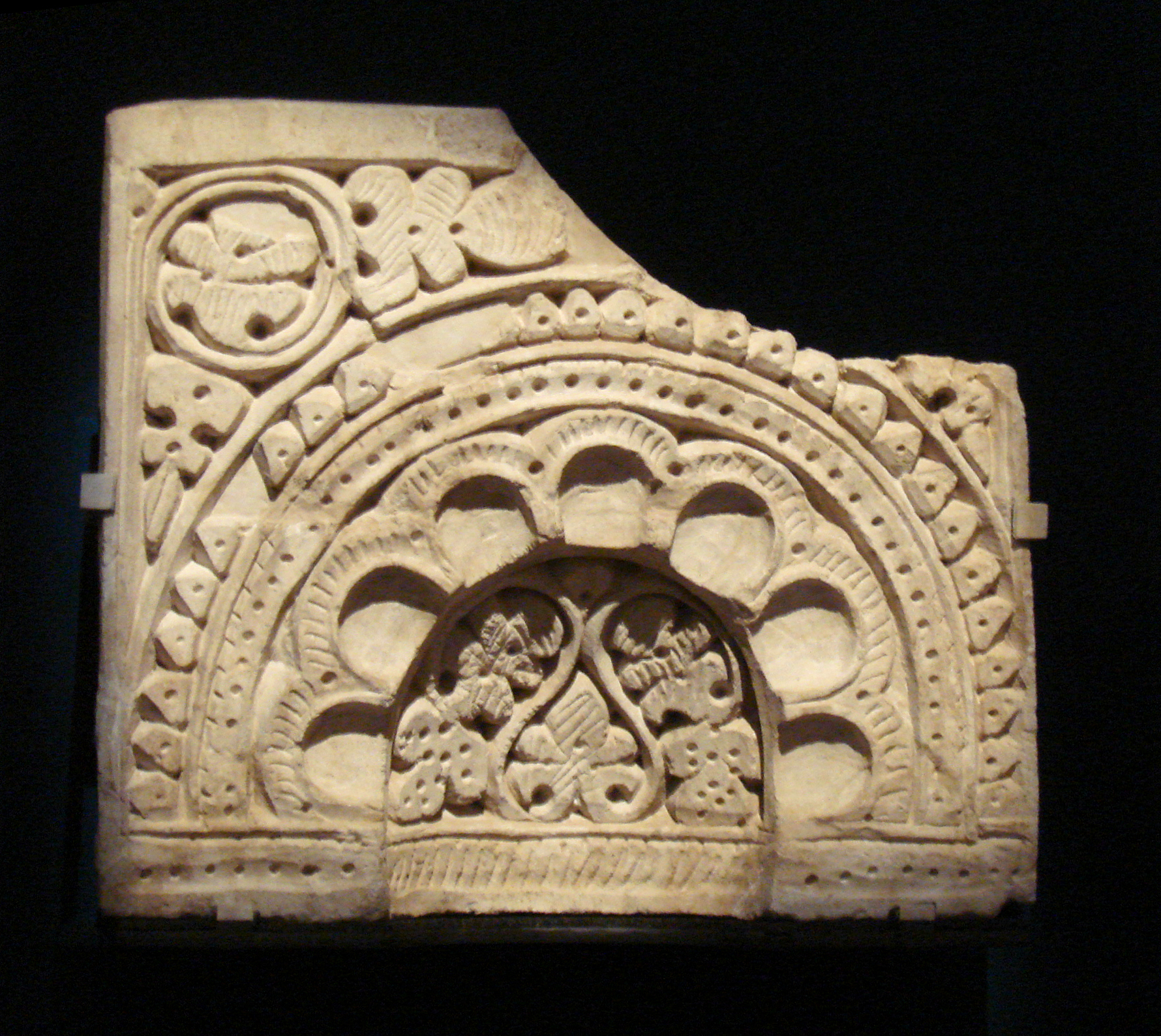
Decorated niche from the Abbasid mosque of Afrasiab, Samarkand, 750–825 CE.

Els omeies van caure el 750 davant del Califat Abbàssida, que es va imposar ràpidament a l'Àsia Central després de guanyar la Batalla del Talas (al llarg del riu Talas, a l'actual Província de Talas, Kirguizistan) el 751, contra la dinastia xinesa Tang. Aquest conflicte va introduir, incidentalment, la fabricació de paper xinesa al món islàmic. Les conseqüències culturals i les ramificacions polítiques d'aquesta batalla van significar la retirada de l'Imperi xinès de l'Àsia Central. També va permetre l'auge de l’Imperi samànida (819-999), un estat persa amb seu a Bukhara (en el que ara és l'Uzbekistan modern) que nominalment observava els abbàssides com els seus senyors suprems, però que va conservar una gran autonomia i va mantenir el llegat mercantil dels sogdians. Tot i això, la llengua sogdiana va anar decaient gradualment en favor de la llengua persa dels samànides (l'avantpassat de la llengua tadjik moderna), la llengua parlada de poetes i intel·lectuals de renom de l'època com ara Firdawsí (940-1020). Així mateix, les religions originals dels sogdians van decaure; el zoroastrisme, el budisme, el maniqueisme i el cristianisme nestorià van desaparèixer a la regió al final del període samànida. Els samànides també van ser responsables de convertir els pobles turcs dels voltants a l'islam.

#### Samànides (819–999)
Els samànides van ocupar la regió sogdiana des de aproximadament el 819 fins al 999, establint la seva capital a Samarcanda (819–892) i després a Bukharà (892–999).